# Paranemastoma aurigerum
Espèce
Synonymes
- Nemastoma aurigerum Roewer, 1951
- Nemastoma ryla Roewer, 1951

Paranemastoma aurigerum est une espèce d'opilions dyspnois de la famille des Nemastomatidae.

## Distribution
Cette espèce est endémique de Bulgarie. Elle se rencontre dans le Sud-Ouest.

## Description
Le mâle holotype mesure 3,5 mm.
Les mâles de Paranemastoma aurigerum aurigerum mesurent de 3,0 à 4,0 mm et les femelles de 3,6 à 4,9 mm.
Les mâles de Paranemastoma aurigerum joannae mesurent de 3,4 à 4,1 mm et les femelles de 3,9 à 4,5 mm.
Les mâles de Paranemastoma aurigerum ryla mesurent de 2,7 à 4,0 mm et les femelles de 3,7 à 5,3 mm.

## Liste des sous-espèces
Selon World Catalogue of Opiliones (02/06/2025) :
- Paranemastoma aurigerum aurigerum (Roewer, 1951)
- Paranemastoma aurigerum joannae Staręga, 1976
- Paranemastoma aurigerum ryla (Roewer, 1951)

## Systématique et taxinomie
Cette espèce a été décrite sous le protonyme Nemastoma aurigerum par Roewer en 1951. Elle est placée dans le genre Paranemastoma par Schönhofer en 2013.
Nemastoma ryla est considérée comme une sous-espèce par Staręga en 1976.

## Publications originales
- Roewer, 1951 : « Über Nemastomatiden. Weitere Weberknechte XVI. » Senckenbergiana, vol. 32, p. 95–153.
- Staręga, 1976 : « Die Weberknechte (Opiliones, excl. Sironidae) Bulgariens. » Annales Zoologici, Polska Akademia Nauk Instytut Zoologii, vol. 33, p. 287–433.